# Receptor guanilil ciclasa
En biología celular y molecular, un receptor guanilil ciclasa es un receptor celular asociado a una vía de señalización intracelular caracterizado por pertenecer a la familia de los receptores con actividad enzimática intrínseca o asociada y por poseer como ligandos a factor natriurético auricular (ANP) y otras hormonas peptídicas asociadas. Las características moleculares de dicho receptor comprenden la posesión de hélice alfa transmembrana individual, aunque la proteína intrínseca posee actividad guanilato ciclasa en el dominio citosólico, y su vía de transducción de la señal implica a un incremento en los niveles intracelulares de GMPc. De este modo, su activación mediante un estímulo externo provoca una cascada de reacciones enzimáticas interna que facilita la adaptación de la célula a su entorno, por mediación de segundos mensajeros.
Los receptores guanilil ciclasa se encuentran situados en el riñón y en los vasos sanguíneos. Su función principal es ciclar guaninas obteniendo GMP cíclico que activará a su vez a la Quinasa G.